# Faul
Faul (ang. foul) – umyślne lub przypadkowe zagranie niezgodne z przepisami gry, karane zgodnie z przepisami obowiązującymi w danej dziedzinie sportu.

## Piłka nożna

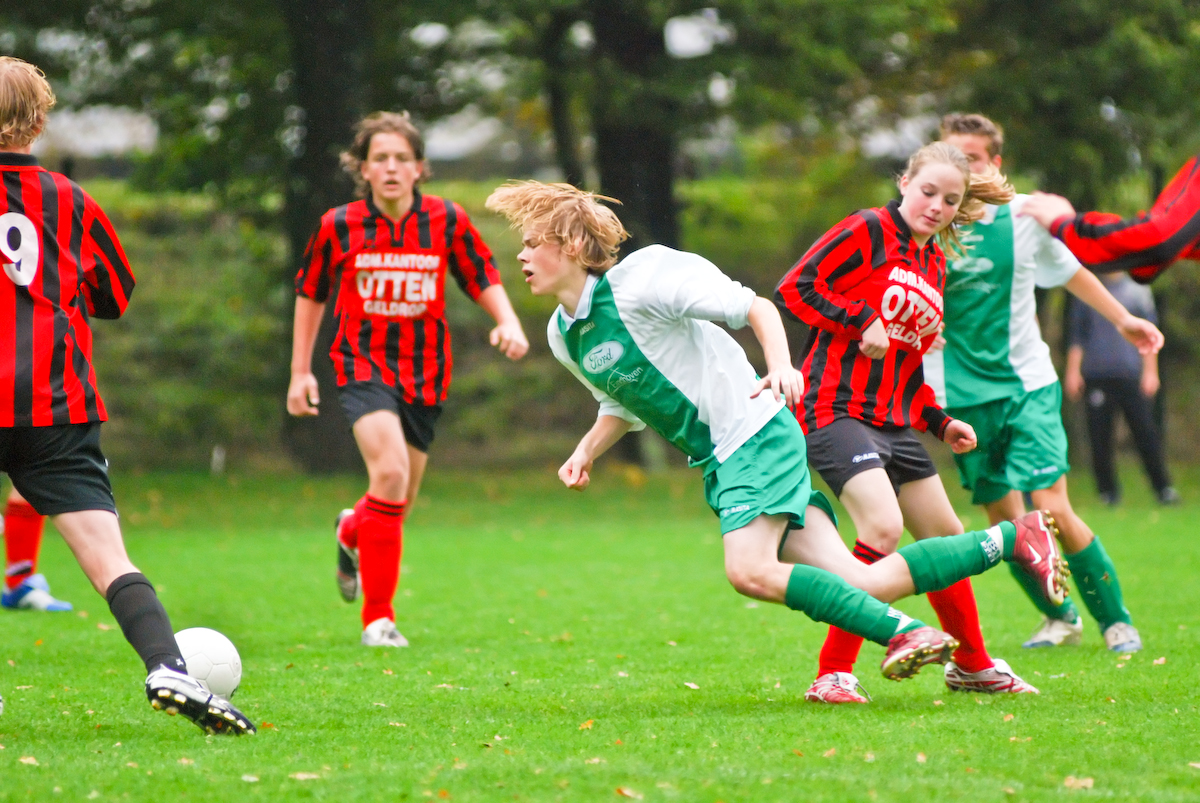
Faul w kobiecej piłce nożnej

Faulem może być popchnięcie innego zawodnika, przytrzymanie za koszulkę lub oplucie go. Indywidualną karą za faul jest upomnienie przez sędziego, żółtą lub czerwoną kartką. W przypadku otrzymania tej ostatniej, zawodnik musi opuścić boisko, zaś cała jego drużyna musi grać w osłabieniu. Drużyna, której zawodnik został sfaulowany, może wykonać rzut wolny lub rzut karny.
Żółtą kartkę zawodnik może otrzymać w wyniku: notorycznych fauli, niewłaściwie się ustawiając podczas wrzutu z autu lub rzutu wolnego, za niesportowe zachowanie np. symulowanie  faulu. Czerwoną kartkę można zobaczyć za bardzo niebezpieczny chwyt, plucie lub celowe zatrzymanie piłki ręką, uderzenie zawodnika bez piłki, wszczęcie lub udział w bójce. Szczególnym rodzajem faulu jest faul taktyczny.

## Koszykówka
Faul to naruszenie przeciwnika przy piłce lub też bez niej. Wówczas mamy do czynienia z faulem bez piłki. 
- faul techniczny
- faul dyskwalifikujący
- rzuty wolne
- faul niesportowy.

## Bilard
Faul w bilardzie, to zagranie niezgodne z przepisami gry. Przykładowe faule to:
- wbicie bili białej do łuzy;
- wbicie niewłaściwej bili do łuzy;
- nietrafienie białą w żadną inną bilę skutkujący tzw. wolną bilą;
- wybicie jakiejkolwiek bili poza stół bilardowy.

Istnieje jeszcze wiele innych możliwych fauli – zależy to od zasad konkretnej gry. Po faulu zawodnik odchodzi od stołu, a grę rozpoczyna drugi gracz. W większości odmian bilardu występuje tzw. zasada trzech fauli, która polega na tym, że po popełnieniu trzech fauli z rzędu zawodnik przegrywa mecz.